# Флатей (Скьяульванди)
Фла́тей (исл. Flatey, дословно — «плоский остров»; исландское произношение: [ˈflaːtei]) — небольшой остров в заливе Скьяульванди на севере Исландии (община Тингейярсвейт в регионе Нордюрланд-Эйстра). Название остров получил из-за своей плоской низменной поверхности.

## География
Остров находится примерно в 2,5 км от берега в заливе Скьяульванди, напротив долины Флатейярдалюр. Площадь Флатей составляет около 2,62 км², а высота над уровнем моря не более 22 метров.

## История
Флатей был населен с XII века. Население острова достигло максимума в 120 человек примерно в 1943 году, после чего число жителей неуклонно падало вплоть до 1967 года, когда он был полностью заброшен из-за изоляции и отсутствия работы. Основным источником дохода для островитян была рыбалка (лов сельди и трески), но выловы рыбы неуклонно уменьшались с начала XX века, а животноводство (практически в каждом доме была дойная корова и несколько овец и кур), охота на тюленей, сбор плавника, птичьих яиц и пуха, были очень незначительными и не могли служить источником существования. С начала XX века на острове существовал порт, маяк (построенный в 1913 году), радиотелеграфная станция (1931), торговый кооператив и начальная школа (построена в 1929 году), в которой, помимо прочего, учились ученики из Флатейярдалюра. С другой стороны, жители Флатей посещали церковь в Бреттингсстадире во Флатейярдалюр, так как их собственная церковь была закрыта в 1884 году. После того, как пока в 1953 году в Флатейярдалюр исчезли последние поселения, церковь из долине в 1960 году была перенесена на остров.

## Достопримечательности
Несмотря на то, что остров покинули последние жители еще в конце прошлого века, многие их потомки, живущие в Исландии, до сих пор сохраняют в целости дома своих предков, используя их как гостевые дома для туристов, которых привлекает этот заброшенный остров. Интерес для туристов также представляют многочисленные птицы, обитающие на острове. Из 37 местных исландских видов птиц на острове можно найти около 30 видов, в том числе [[тупиков]], полярных крачек, ржанок, различных куликов.

## Галерея

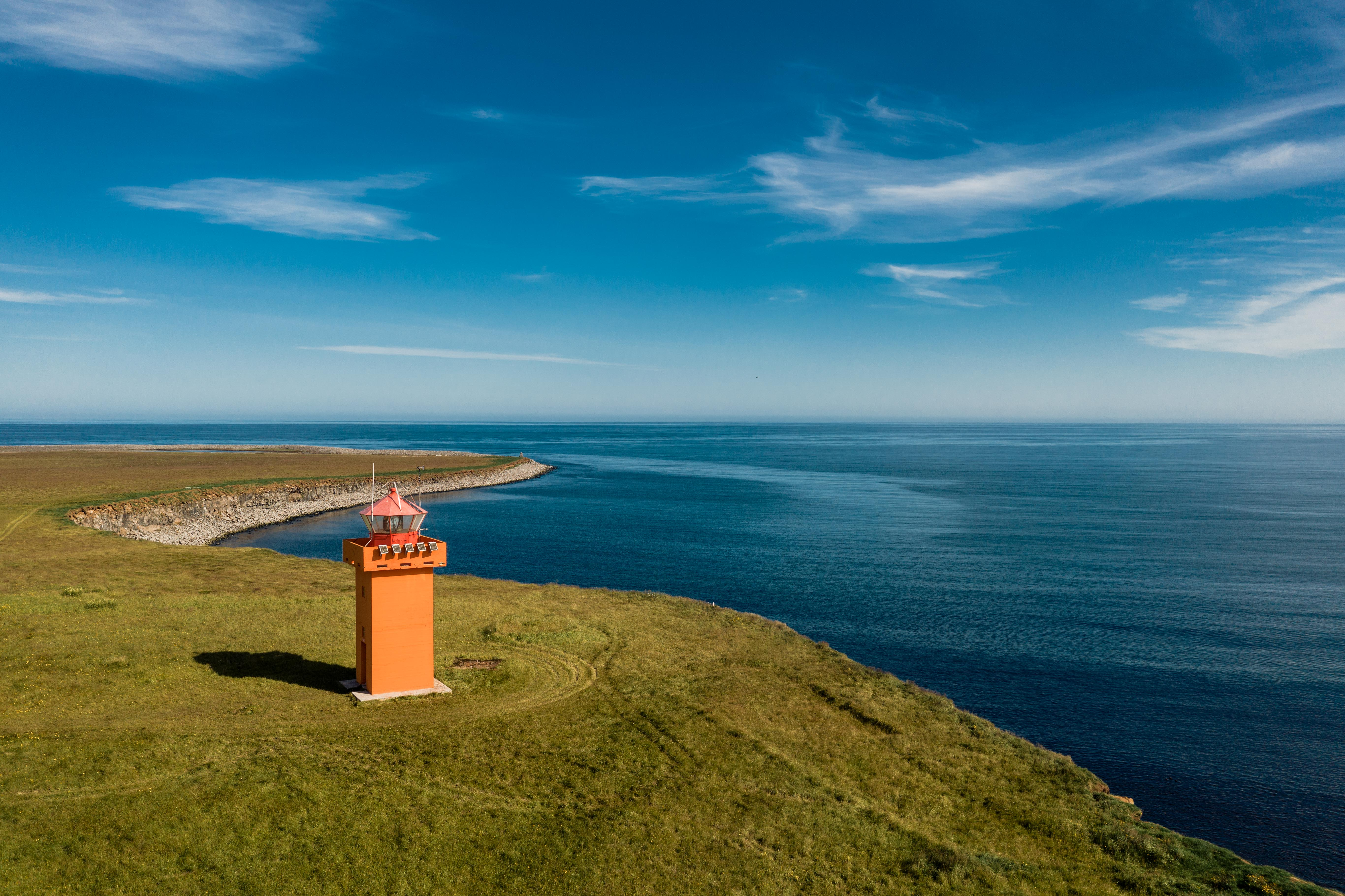
Маяк на Флатей
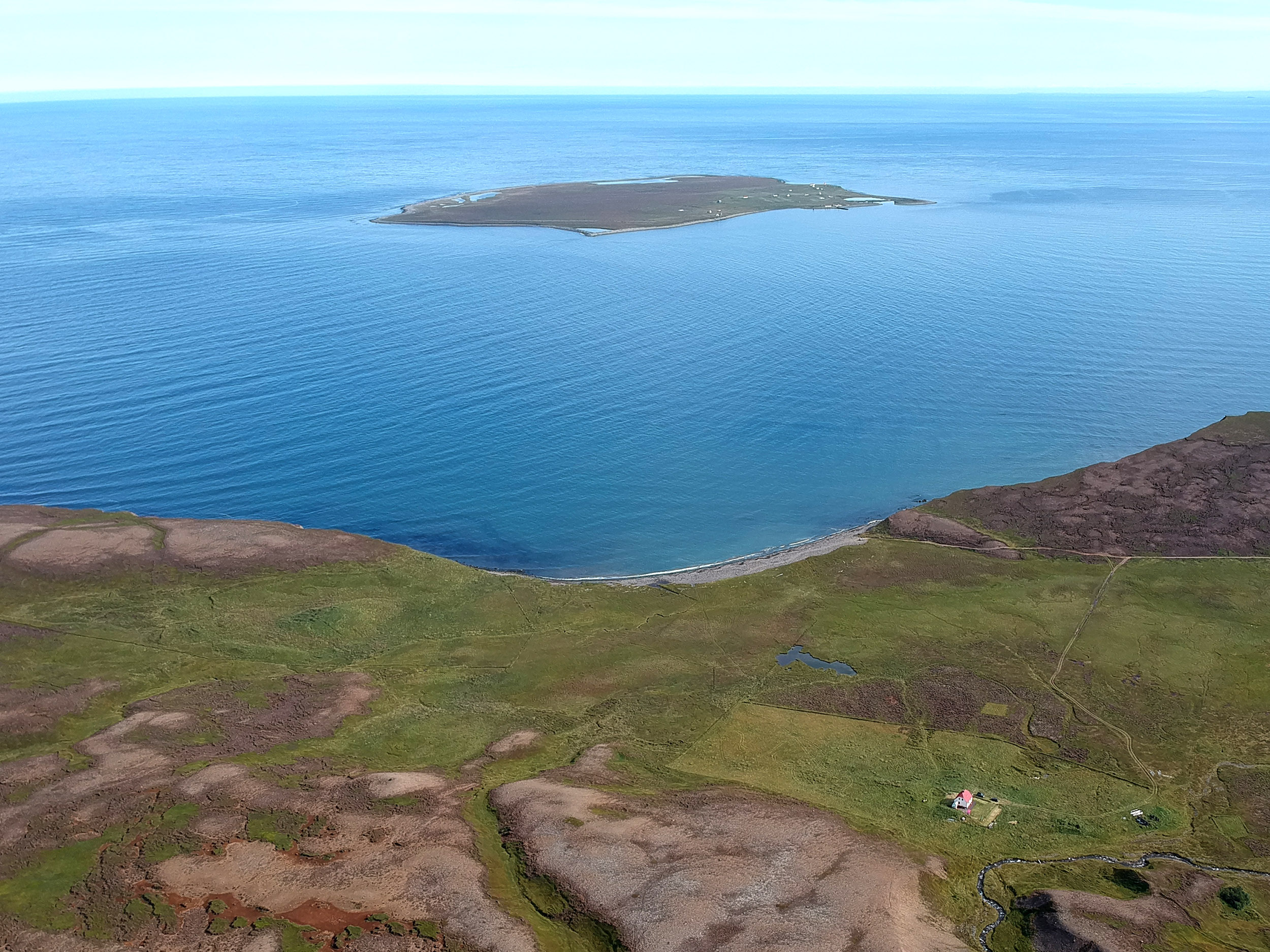
Вид на остров с Флатейярдалюр
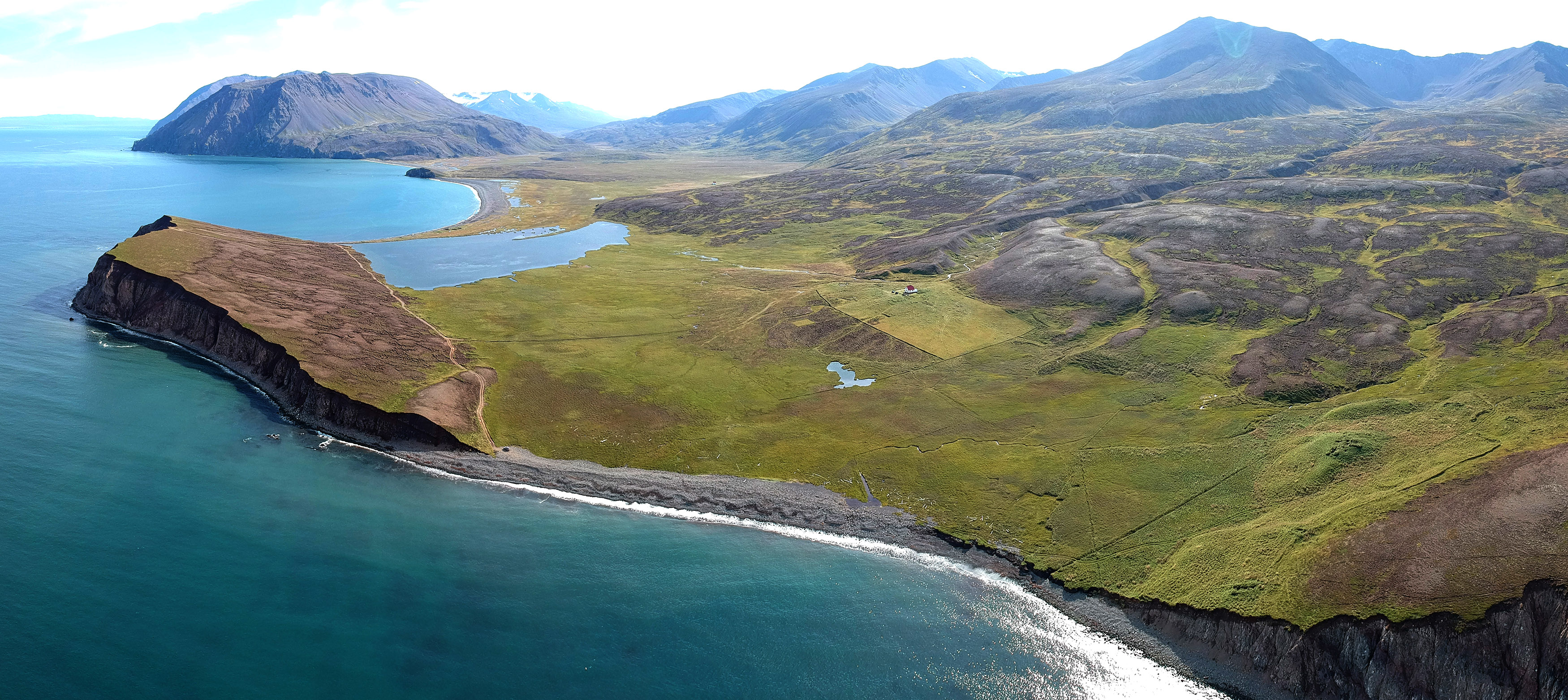
Долина Флатейярдалюр